# Wolverine and the X-Men
Wolverine and the X-Men (Wolverine y los X-Men en Hispanoamérica, Lobezno y los X-Men en España) es una serie animada de televisión. Es la cuarta adaptación animada de los personajes de la exitosa franquicia X-Men, los otros tres son X-Men: Pryde of the X-Men, X-Men y X-Men: Evolution.
El título hace referencia Charles Xavier confía el liderazgo de los X-Men a Wolverine/Lobezno, no porque sea el personaje más importante.

## Argumento
Luego de que la Mansión X explotara debido a un ataque inesperado, el Profesor Charles Xavier y Jean Grey han desaparecido. Al reincorporarse, los X-Men se dan cuenta de lo sucedido sin explicarse ni saber lo que había pasado. Los X-Men se desintegran y Cíclope comienza a sufrir de depresión debido al paradero de Jean.
Un año después, la DRM está capturando mutantes, causando que Wolverine y Bestia reúnan a los X-Men nuevamente. Poco a poco empiezan a reincorporarse al equipo miembros como Iceman/Hombre de Hielo, Kitty Pryde y Nightcrawler/Rondador Nocturno, entre otros. Después de cerrar su propia escuela de mutantes y sintiéndose sola, Emma Frost decide incorporarse voluntariamente al equipo pese a la desconfianza de Wolverine.
Posteriormente Frost logra localizar al Profesor Charles en Genosha y se dan cuenta de que está vivo pero en coma, bajo el cuidado de Magneto. Este último les devuelve a Charles y lo llevan de regreso a la Mansión. Estando reunidos, el Profesor X se comunica con ellos desde el futuro, comentándoles que su coma durará aproximadamente 20 años y que el futuro en el que se despierta es un caos. Por lo que le ordena telepáticamente al Logan del presente que lidere a los X-Men, que los reúna, pues solo así sobrevivirán y que salven a la humanidad de la Hermandad de Mutantes y del Proyecto Centinela antes de que se apoderen del mundo y el futuro resulte devastado.

## Personajes
Esta animación es una fusión entre historias clásicas, las películas de acción real y los arcos argumentales al momento de su estreno, creando una versión nueva de los X-Men, ambientada en el presente, con toques argumentales más cercanos a la realidad y con ligeras alteraciones en las biografías de cada personaje.
| X-Men - Wolverine (Lobezno) - Charles Xavier - Tormenta - Cíclope - Emma Frost - Jean Grey - Bestia - Ángel - Iceman (Hombre de Hielo) - Rogue (Pícara) - Coloso - Nightcrawler (Rondador Nocturno) - Kitty Pryde - Forja Hermandad de Mutantes - Quicksilver (Mercurio) - Dominó - Avalancha - Blob (La Mole) - Sapo - Rogue (Pícara) Acólitos - Magneto - Mystique (Mística) - Bruja Escarlata - Quicksilver (Mercurio) - Polaris - Pyro - Blink (Destello) - Juggernaut - Escáner - Hermanos Kleinstock - Mellencamp - Senyaka - Mercurio | Club Fuego Infernal (Círculo Secreto) - Sebastian Shaw - Selene - Donald Pierce - Harry Leland - Stepford Cuckoos (Cuclillos de Stepford) - Emma Frost Merodeadores - Mr. Siniestro - Arco Voltáico - Hombre Múltiple - Blockbuster - Vértigo - Arpón Arma X - Truett Hudson / Prof. Andre Thorton - Abraham Cornelius - Sabretooth (Dientes de Sable) - X-23 - Wolverine (Lobezno) - Maverick - Mystique (Mística) X-Men del Futuro - Charles Xavier - Wolverine (Lobezno) - X-23 - Bishop - Estrella de Fuego - Domino - Polaris - Hellion (Infernal) - Marrow (Médula) - Kamal - Vanisher (Desvanecedor) - Berzerker (Berserker) - Rover División de Lucha contra Mutantes DLM/Gobierno EE. UU. - Senador Robert Kelly - Bolivar Trask - Dr. Zane - Los Centinelas - Merodeadores - Molde Maestro - Coronel John Wraith Warren - Warren Worthington II (padre de Ángel) - Dra. Kavita Rao - Agent Haskett | Otros Mutantes - Apocalipsis - Dazzler - Gambito - Júbilo - Boom-Boom (Bum-Bum) - Dust (Arena) - Magma - Hada - Alud - Rey Sombra - Squidboy (Niño Calamar) - Wolfsbane (Loba Venenosa) - Samurái de Plata - Christy Nord (hija de Maverick) - Nitro - Mojo - Espiral - Reavers (Cosechadores) - Armadura - Psylocke (Mariposa Mental) Otros Personajes - Kestrel - Capitán América - Hulk - Mariko Yashida - Nick Fury - Wendigo |

## Episodios
Esta es una lista de los episodios de la serie Wolverine y los X-Men. Se estrenó en Hispanoamérica el 25 de agosto de 2008, en Canadá el 6 de septiembre de 2008 y en EE. UU el 23 de enero de 2009.[cita requerida]
| N.° | Título                                                                  | Dirigido por     | Escrito por                                                                           | Estreno                     |
| --- | ----------------------------------------------------------------------- | ---------------- | ------------------------------------------------------------------------------------- | --------------------------- |
| 01 | «Hindsight (Part 1)» «Retrospectiva (Parte 1)»                          | Boyd Kirkland    | Greg Johnson y Craig Kyle (historia) Greg Johnson (escritor)                          | 25 de agosto de 2008 LA     |
| Después de una inexplicable explosión que destruye la Mansión X y deja como resultado al Profesor X y Jean Grey desaparecidos los X-Men se disuelven. Un año más tarde, Wolverine rescata una niña cuyos padres a cambio le brindan su ayuda. Después de que la familia se ve amenazada por la recién formada División de Registro de Mutantes (MRD), decide que debe reunir a los X-Men. |                                                                         |                  |                                                                                       |                             |
| 02 | «Hindsight (Part 2)» «Retrospectiva (Parte 2)»                          | Steven E. Gordon | Greg Johnson y Craig Kyle (historia) Greg Johnson (escritor)                          | 26 de agosto de 2008 LA     |
| Wolverine y Bestia tratan de reunir a los X-Men. Ellos logran que Iceman y Shadowcat vuelvan al equipo, pero Colossus, Arcángel, Rogue y Cíclope dicen que no. Mientras tanto, la Hermandad de Mutantes trata de incriminar a los X-Men y enlistan a Rogue como uno de sus miembros. |                                                                         |                  |                                                                                       |                             |
| 03 | «Hindsight (Part 3)» «Retrospectiva (Parte 3)»                          | Nick Filippi     | Greg Johnson y Craig Kyle (historia) Greg Johnson (escritor)                          | 27 de agosto de 2008 LA     |
| La Mansión X está siendo reconstruida con la ayuda de Forge y el dinero de Ángel. Emma Frost aparece y quiere unirse al equipo, se ofrece a ayudar mediante el uso de Cerebro para localizar al profesor Xavier. Ella tiene éxito: Xavier está en Genosha, está siendo cuidado por Magneto ya que se encuentra en un profundo estado de coma. Esta noticia trae de vuelta a Cíclope a los X-Men. De regreso a la Mansión, los X-Men reciben un mensaje telepático de Xavier procedente de 20 años en el futuro. Él les dice que los Centinelas han destruido el mundo y le pide a Wolverine que dirija a los X-Men y evite que este "futuro" se haga realidad. Cuando Charles deja de hablar con ellos, se va corriendo y se pueden observar varias tumbas en las cuales hay unas con los nombres Shadowcat, Beast, Iceman, Cyclops, Wolverine, Rogue, Forge, Colossus, refiriéndose que los X-Men del presente murieron en ese futuro |                                                                         |                  |                                                                                       |                             |
| 04 | «Overflow» «Desbordamiento»                                             | Doug Murphy      | Greg Johnson y Craig Kyle (historia) Zoë Green (escritor)                             | 28 de agosto de 2008 LA     |
| El Profesor Xavier le muestra a Wolverine la destrucción del continente africano y le revela que este desastre será causado por Tormenta sin saber el motivo. Mientras tanto, el Rey Sombra quien era el jefe para el que Tormenta trabajaba de joven robando objetos, pero con la ayuda del profesor Xavier deja a Tormenta en libertad, toma el control del cuerpo de Tormenta y le muestra que las tierras se queman, haciéndole creer que necesita de lluvias torrenciales para salvarlas. Emma Frost como última instancia para ayudarla, combate en el plano Astral con el Rey Sombra. |                                                                         |                  |                                                                                       |                             |
| 05 | «Thieves Gambit» «Ladrones y Gambitos»                                  | Steven E. Gordon | Greg Johnson y Craig Kyle (historia) Bob Forward (escritor)                           | 29 de agosto de 2008 LA     |
| Wolverine rescata Magma de la Unidad de Control de Mutantes usando un collar inhibidor construido por Forge para ayudar a controlar sus poderes. Mientras tanto, la doctora Zane contrata a Gambito para robar el collar de los X-Men para el senador Kelly. Después de que eso ocurre, Wolverine va a recuperar el collar y posterior a una feroz batalla con algunos centinelas de bajo nivel, Gambito huye sin el collar y la Dra. Zane y Bolívar Trask logran escapar. Volviendo a la Mansión X con el collar, Wolverine menciona que necesitan mejores cerraduras. |                                                                         |                  |                                                                                       |                             |
| 06 | «X-Caliber» «Calibre-X»                                                 | Nick Filippi     | Greg Johnson y Craig Kyle (historia) Christopher Hicks y Francis Lombard (escritores) | 1 de septiembre de 2008 LA  |
| Hay noticias de que Nightcrawler fue visto a bordo de un buque de pasajeros hacia Genosha con otros mutantes, por lo que los X-Men tratan de encontrarlo. Mientras tanto, Nightcrawler y los demás viajeros son interceptados por "piratas", que realmente son Spiral y los Reavers, en busca de combatientes de alto nivel para llevarlos a Mojo.Nocturno o Nigthcrawler es llevado a la embarcación de los piratas, pero vuelve al barco de carga para salvar a los mutantes, que no fueron seleccionados por no tener poderes "útiles" ellos son Pixie, Squiboy, Dazzler y red, pero Spiral dispara contra el barco y hace que se hunda más rápido, ahí es donde el X-Men necesitará de los poderes de cada uno.Después de que Spiral y los Reavers son repelidos, los X-Men llegan y Nightcrawler les dice que volverá pero que antes deberá llevar a los mutantes a la isla. |                                                                         |                  |                                                                                       |                             |
| 07 | «Wolverine Vs. Hulk» «Wolverine Vs. Hulk» España: «Lobezno contra Hulk» | Doug Murphy      | Greg Johnson, Craig Kyle y Christopher Yost (historia) Christopher Yost (escritor)    | 2 de septiembre de 2008 LA  |
| Nick Furia encuentra a Wolverine y le encarga la misión de detener a Hulk porqué ha destruido dos ciudades, Logan no acepta pero Furia lo chantajea diciendo que si no accede a hacer lo que dice le contará la verdad del instituto a varios senadores interesados en la guerra contra mutantes. Logan derrota a Hulk y habla con Banner y este le explica que SHIELD le pidió una cura para una criatura parecida a pie grande, El doctor Banner acepta pero SHIELD lo uso para que se trasformara en Hulk y así poder atraer a la criatura y esta termina infectado a varios agentes de Furia, por lo que Wolverine y Banner están dispuestos a detener a la criatura. Wolverine entretiene a los monstruos mientras Banner busca la cura y consiguen vencer a los seres desconocidos aplicándoles la cura. |                                                                         |                  |                                                                                       |                             |
| 08 | «Time Bomb» «Bomba de Tiempo»                                           | Steve Gordon     | Greg Johnson y Craig Kyle (historia) Len Uhley (escritor)                             | 3 de septiembre de 2008 LA  |
| El Profesor Xavier advierte a los X-Men sobre un evento que ocasionará la muerte de la mitad de la población mutante: Nitro se auto-detonará en Genosha. La Hermandad rescata a Nitro de la prisión del gobierno pero en contra de su voluntad y utilizan el control mental de Psylocke en él para usarlo como arma. Los X-Men persiguen a la Hermandad, a fin de evitar la destrucción de Genosha. |                                                                         |                  |                                                                                       |                             |
| 09 | «Future X» «Futuro X»                                                   | Nick Filippi     | Greg Johnson y Craig Kyle (historia) Christopher Yost (escritor)                      | 4 de septiembre de 2008 LA  |
| En el futuro, el Profesor X es capturado por los Centinelas. Junto con Bishop, Hellion, Marrow y otros, el profesor planea liberarse de sus captores. |                                                                         |                  |                                                                                       |                             |
| 10 | «Greetings From Genosha» «Saludos Desde Genosha»                        | Doug Murphy      | Greg Johnson y Craig Kyle (historia) Christopher Yost (escritor)                      | 5 de septiembre de 2008 LA  |
| El buque en el que viajaba Nightcrawler llega a Genosha. Allí, la Bruja Escarlata le enseña a Nightcrawler las maravillas que Magneto ha hecho en beneficio de los mutantes. Mientras tanto, Mystique irrumpe en la Mansión-X. |                                                                         |                  |                                                                                       |                             |
| 11 | «Past Discretions» «Imágenes del Pasado»                                | Steven E. Gordon | Greg Johnson y Craig Kyle (historia) Paul Giacoppo (escritor)                         | 8 de septiembre de 2008 LA  |
| Wolverine va a recuperar parte de su pasado como un agente de Arma X y encuentra a la hija de Maverick. Como Arma X no quiere que Logan recuerde nada del tiempo que estuvo en su organización, envían a Sabretooth para tratar con él. |                                                                         |                  |                                                                                       |                             |
| 12 | «eXcessive Force» «Fuerza eXcesiva»                                     | Nicholas Filippi | Greg Johnson, Craig Kyle y Christopher Yost (historia) Christopher Yost (escritor)    | 9 de septiembre de 2008 LA  |
| Cíclope, aún lamentando la pérdida de Jean Gray, cree que Siniestro la tiene en su poder. Gracias a Emma Frost localiza a los Marauders y después con la ayuda de los X-Men se da cuenta de que Jean no está con ellos. En un hospital lejos de los X-Men se revela que Jean está viva pero totalmente amnésica. |                                                                         |                  |                                                                                       |                             |
| 13 | «Battle Lines» «Líneas de Batalla»                                      | Doug Murphy      | Greg Johnson, Craig Kyle y Christopher Yost (historia) Christopher Yost (escritor)    | 10 de septiembre de 2008 LA |
| Magneto envía a sus acólitos a liberar a varios mutantes de sus prisiones. Mientras tanto, los X-Men luchan contra la Hermandad y encuentran a Tildie Soames, una joven mutante cuyas pesadillas puede manifestarse en forma de monstruo que precisamente está atacando la ciudad, mientras ella todavía permanece en estado de coma. Al ver esto Rogue se cuestiona de lo que hace en la Hermandad y de la decisión que tiene que tomar acerca de su lugar en esta guerra. |                                                                         |                  |                                                                                       |                             |
| 14 | «Stolen Lives» «Vidas Robadas»                                          | Steve Gordon     | Greg Johnson, Craig Kyle y Christopher Yost (historia) Joshua Fine (escritor)         | 11 de septiembre de 2008 LA |
| Mystique llama a Wolverine y le advierte que la hija de Maverick, Christy, está en peligro. Los dos se infiltran en la instalación secreta de Arma X donde tiene lugar una lucha contra Maverick y Sabretooth. La instalación de Arma X va a explorar pero con los poderes de Christy, Maverick, Logan y Mystique consiguen salvarse. Mystique diálogo con Logan y le dice que no le contó la verdad de su pasado porqué el hombre que la ayuda tiempo atrás nunca volverá a ser el mismo ya que Mystique fue salvada por Logan de que experimentara con ella la gente de Arma X. Ya en la mansión, Emma dice que la mente de Maverick está como la de Logan (muy turbia) pero consigue hacer que recuerde a su hija y el capítulo acaba con un abrazo de hija y padre. |                                                                         |                  |                                                                                       |                             |
| 15 | «Hunting Grounds» «Campos de Caza»                                      | Nick Filippi     | Greg Johnson, Craig Kyle y Christopher Yost (historia) Max Botkin (escritor)          | 12 de septiembre de 2008 LA |
| Mojo secuestra a Nightcrawler y a la Bruja Escarlata de Genosha para ponerlos en un programa de difusión pirata en Internet, al mismo tiempo, obliga a Wolverine a ser el cazador de sus presas por medio del control de su mente. |                                                                         |                  |                                                                                       |                             |
| 16 | «Badlands» «Tierras Baldías»                                            | Doug Murphy      | Greg Johnson, Craig Kyle y Christopher Yost (historia) Kevin Hopps (escritor)         | 15 de septiembre de 2008 LA |
| En el futuro, el Profesor Xavier y su nuevos X-Men lucha contra los centinelas y sus caminos se cruzan con Polaris, que vive sola y traumatizada. Por ella Charles se entera de que fue destruida Genosha y Polaris fue el única sobreviviente. Mientas tanto en el presente Logan, Forge y Kitty tratan de averiguar más sobre los centinelas |                                                                         |                  |                                                                                       |                             |
| 17 | «Code of Conduct» «Código de Conducta»                                  | Boyd Kirkland    | Greg Johnson y Craig Kyle (historia) Bob Forward (escritor)                           | 16 de septiembre de 2008 LA |
| Los guerreros del Samurái de Plata capturan a los X-Men, con el fin de obligar a Wolverine que acepte una lucha a muerte contra él y así recuperar su honor. |                                                                         |                  |                                                                                       |                             |
| 18 | «Backlash» «Reacción»                                                   | Steve Gordon     | Greg Johnson, Craig Kyle y Christopher Yost (historia) Christopher Yost (escritor)    | 17 de septiembre de 2008 LA |
| La MRD inicia la caza de mutantes utilizando centinelas, obligando a los X-Men al contraataque. Ángel se une a los X-Men y tratan, acompañados de la Hermandad, de destruir a Master Mold. |                                                                         |                  |                                                                                       |                             |
| 19 | «Guardian Angel» «Ángel de la Guarda»                                   | Nick Filippi     | Greg Johnson, Craig Kyle y Christopher Yost (historia) Boyd Kirkland (escritor)       | 18 de septiembre de 2008 LA |
| Ángel ahora un miembro activo de los X-Men, es perseguido por la MRD y en el momento de su captura sus alas quedan gravemente dañadas y tienen que ser cortadas. Siniestro al saber de su desesperación le hace una propuesta que le cambiará la vida. |                                                                         |                  |                                                                                       |                             |
| 20 | «Breakdown» «Depresión»                                                 | Doug Murphy      | Greg Johnson, Craig Kyle y Joshua Fine (historia) Greg Johnson (escritor)             | 19 de septiembre de 2008 LA |
| Durante una batalla con Juggernaut, Cíclope es distraído por una visión de Jean y por esto Juggernaut derrota a los X-Men. Después de quedar noqueado, Cíclope despierta en la Mansión y nuevamente ve la imagen de Jean a la cual besa por equivocación ya que en realidad era Emma Frost quien al verlo caer en depresión le propone borrar todos los recuerdos de Jean y él acepta. Cuando Emma entra en su mente, ella mira todos sus recuerdos y al hacerlo se topan con la verdad detrás de la explosión donde se revela la transformación de Jean en Phoenix. |                                                                         |                  |                                                                                       |                             |
| 21 | «Rover» «Rover»                                                         | Steve Gordon     | Greg Johnson, Craig Kyle y Joshua Fine (historia) Greg Johnson (escritor)             | 22 de septiembre de 2008 LA |
| Cíclope y Wolverine informan al profesor del descubrimiento de Emma sobre el origen de la explosión. Temiendo que Jean puede ser responsable de la destrucción de Genosha, el profesor y su equipo, los X-Men del futuro, tratan de descubrir información sobre el caso de la MRD. |                                                                         |                  |                                                                                       |                             |
| 22 | «Aces & Eights» «Ases y Ochos»                                          | Nick Filippi     | Greg Johnson, Craig Kyle y Joshua Fine (historia) Greg Johnson (escritor)             | 23 de septiembre de 2008 LA |
| Gambito llega a Genosha bajo las órdenes del senador Kelly para robar el casco de Magneto como una provocación para comenzar la guerra. Logra sin mucha dificultad ingresar a la isla pero con desconfianza total de la Bruja Escarlata. Gambito utiliza sus encantos con Polaris, que, sin saberlo, le ayuda en su tarea. A través de la intervención de los X-Men, Magneto y el senador Kelly llegan a un entendimiento acerca de la inminente guerra. |                                                                         |                  |                                                                                       |                             |
| 23 | «Shades of Grey» «Sombras Grises»                                       | Doug Murphy      | Greg Johnson y Craig Kyle (historia) Greg Johnson (escritor)                          | 24 de septiembre de 2008 LA |
| Al estar confundida, Jean usa sus poderes en el hospital, lo que le permite a Emma, usando a Cerebro, localizarla. Emma y Scott van de inmediato al hospital y tratan de llevar a Jean de vuelta a la Mansión. Arcángel (ahora un Marauder de Siniestro) los intercepta y captura a Jean y a Scott. Más tarde, Emma parece estar jugando doble ya que está con los X-Men para llevarse a Jean al Hellfire Club. |                                                                         |                  |                                                                                       |                             |
| 24 | «Foresight (Part 1)» «Prospectiva (Parte 1)»                            | Steve Gordon     | Greg Johnson, Craig Kyle y Joshua Fine (historia) Greg Johnson (escritor)             | 25 de septiembre de 2008 LA |
| Sospechando que la mano de Emma estuvo involucrada en el secuestro de Jean, Wolverine la encierra en una celda. Sin embargo Emma es liberada por Cíclope, quien confía en ella para encontrar a Jean. Al parecer, el Hellfire Club es consciente de la Fuerza del Phoenix que Jean posee en su interior y supuestamente desean extraer esta fuerza de ella, para que no destruya la vida sobre la tierra. Mientras tanto, Magneto prepara un complot contra la raza humana y el Profesor X y sus X-Men del futuro son detenidos por los centinelas. |                                                                         |                  |                                                                                       |                             |
| 25 | «Foresight (Part 2)» «Prospectiva (Parte 2)»                            | Nick Filippi     | Greg Johnson, Craig Kyle y Joshua Fine (historia) Greg Johnson (escritor)             | 26 de septiembre de 2008 LA |
| Emma descubre la verdadera motivación del Hellfire Club para el uso del poder del Phoenix y junto con Cíclope luchan para liberar a Jean, pero no lo logran y Selene le dice a Scott que la responsable de todo lo que le pasó es Emma. En Genosha, el plan de Magneto llega a buen término con los Centinelas asolando la isla, una perfecta excusa para iniciar la guerra contra la humanidad. En consecuencia, Magneto reprograma los Centinelas para atacar a los seres humanos. Asimismo, el Profesor X y los X-Men del futuro luchan contra Master Mold. |                                                                         |                  |                                                                                       |                             |
| 26 | «Foresight (Part 3)» «Prospectiva (Parte 3)»                            | Boyd Kirkland    | Greg Johnson, Craig Kyle y Joshua Fine (historia) Greg Johnson (escritor)             | 29 de septiembre de 2008 LA |
| Los X-Men, SHIELD y el MRD luchan contra los Centinelas de Magneto. Mientras tanto, el Hellfire Club tiene éxito desencadenando al Phoenix, que posee a las Stepford Cuckoos quienes tienen instrucciones de destruir a los Centinelas, los X-Men y a Genosha. En la conmoción Scott queda lastimado y Emma se apresura en ayudarlo (le da un beso) pero Jean la apresa. Cíclope, Jean, y Wolverine luchan contra el Phoenix, y cuando está a punto de acabar con Scott, Emma se pone en frente y encierra a la fuerza en su cuerpo de diamante, y con el último aliento le pide a Cíclope que la perdone y aparentemente se sacrifica a sí misma para destruir al Phoenix. A raíz de la masacre, Scarlet Witch y Polaris pierden la fe en la causa de Magneto. Mientras Scarlet Witch le dice a Quicksilver que siempre será bienvenido en Genosha, ya que ya no es el país de su padre. Scarlet Witch y Polaris luego hacen que Blink teletransporte a Magneto y Quicksilver. Desde el futuro, Xavier informa a los X-Men que su misión fue un éxito y que ahora se ha evitado el sombrío mundo dirigido por centinelas. Sin embargo, hay un futuro nuevo y mucho más formidable que ha tomado su lugar: la Era del Apocalipsis. Como la mansión del Profesor X está intacta en este futuro, la escena final se acerca a una pirámide de alta tecnología mientras Apocalipsis, Mister Sinister y un Cíclope tuerto están a punto de dirigirse a la multitud que se encuentra debajo. |                                                                         |                  |                                                                                       |                             |

## Elenco
| Personaje             | Actor Original (EE. UU.) | Actor de voz (España) | Actor de voz (Latinoamérica) |
| --------------------- | ------------------------ | --------------------- | ---------------------------- |
| Wolverine             | Steven Blum              | Nacho De Porrata      | Sebastián Costa              |
| Cíclope               | Nolan North              | (Desconocido)         | Adrián Wowczuk               |
| Cíclope (joven)       | Benjamin Bryan           | (Desconocido)         | Federico Pesce               |
| Emma Frost            | Kari Wahlgren            | (Desconocido)         | Lucila Gómez                 |
| Jean Grey             | Jennifer Hale            | (Desconocido)         | Yamila Garreta               |
| Boom-Boom             | Jennifer Hale            | (Desconocido)         | Yamila Garreta               |
| Ángel                 | Liam O'Brien             | (Desconocido)         | Martín Gopar                 |
| Nightcrawler          | Liam O'Brien             | (Desconocido)         | Pablo Gandolfo               |
| Nitro                 | Liam O'Brien             | (Desconocido)         | Federico Pesce               |
| Iceman                | Yuri Lowenthal           | Enrique Hernández     | Javier Naldjián              |
| Shadowcat             | Danielle Judovits        | (Desconocido)         | Agustina Priscila            |
| Rogue                 | Kieren van den Blink     | (Desconocido)         | (Desconocido)                |
| Bestia                | Fred Tatasciore          | Iván Cánovas          | José Luis Perticarini        |
| Hulk                  | Fred Tatasciore          | (Desconocido)         | Alberto García Satur         |
| Tormenta              | Susan Dalian             | (Desconocido)         | Angélica Vargas              |
| Profesor X            | Jim Ward                 | Víctor Iturrioz       | Gustavo Bonfigli             |
| Warren Worthington II | Jim Ward                 | (Desconocido)         | Omar González                |
| Abraham Cornelius     | Jim Ward                 | (Desconocido          | Gustavo Ciardullo            |
| Forja                 | Roger Craig Smith        | (Desconocido)         | Hernán Bravo                 |
| Kamal                 | Roger Craig Smith        | (Desconocido)         | (Desconocido)                |
| Magneto               | Tom Kane                 | (Desconocido)         | Dany de Álzaga               |
| Bruja Escarlata       | Kate Higgins             | (Desconocido)         | Nadia Polak                  |
| Quicksilver           | Mark Hildreth            | (Desconocido)         | Álvaro Pandelo               |
| Polaris               | Liza del Mundo           | (Desconocido)         | María Laura Cassani          |
| Avalancha             | James Patrick Stuart     | (Desconocido)         | Alberto García Satur         |
| Blob                  | Stephen Stanton          | (Desconocido)         | Alberto García Satur         |
| Sapo                  | A.J. Buckley             | (Desconocido)         | Hernán Bravo                 |
| Dominó                | Gwendoline Yeo           | (Desconocido)         | Natalia Rosminati            |
| Molde Maestro         | Gwendoline Yeo           | (Desconocido)         | Angélica Vargas              |
| Madeline Drake        | Gwendoline Yeo           | (Desconocido)         | Angélica Vargas              |
| Mariko Yashida        | Gwendoline Yeo           | (Desconocido)         | Angélica Vargas              |
| Pyro                  | Nolan North              | (Desconocido)         | (Desconocido)                |
| Coloso                | Nolan North              | (Desconocido)         | Álvaro Pandelo               |
| Berzerker             | Nolan North              | (Desconocido)         | (Desconocido)                |
| Sr. Siniestro         | Clancy Brown             | (Desconocido)         | Diego Brizzi                 |
| Sabretooth            | Peter Lurie              | (Desconocido)         | Eduardo Espinoza             |
| Maverick              | Crispin Freeman          | (Desconocido)         | Javier Gómez                 |
| Hombre Múltiple       | Crispin Freeman          | (Desconocido)         | Hernán Bravo                 |
| Mystique              | Tamara Bernier           | (Desconocido)         | (Desconocido)                |
| Gambito               | Phil LaMarr              | (Desconocido)         | Diego Brizzi                 |
| Bolivar Trask         | Phil LaMarr              | (Desconocido)         | Ariel Cister                 |
| Mojo                  | Charlie Adler            | (Desconocido)         | Ariel Abadi                  |
| Espiral               | Grey DeLisle             | (Desconocido)         | Andrea Sala Rigler           |
| Psylocke              | Grey DeLisle             | (Desconocido)         | Angélica Vargas              |
| Sra. Paré             | Grey DeLisle             | (Desconocido)         | Yamila Garreta               |
| Network               | Grey DeLisle             | (Desconocido)         | (Desconocido)                |
| Senator Robert Kelly  | Richard Doyle            | (Desconocido)         | Rolando Agüero               |
| Agent Haskett         | Chris Edgerly            | (Desconocido)         | Dany de Álzaga               |
| Coronel John Wraith   | Michael Ironside         | (Desconocido)         | Ariel Abadi                  |
| Squidboy              | Dominic Janes            | (Desconocido)         | Natalia Rosminati            |
| General Nick Fury     | Alex Désert              | (Desconocido)         | Diego Brizzi                 |
| Bruce Banner          | Gabriel Mann             | (Desconocido)         | Pedro Ruiz                   |
| Marrow                | Tara Strong              | (Desconocido)         | Mara Campanelli              |
| Firestar              | Tara Strong              | (Desconocido)         | Angélica Vargas              |
| Dust                  | Tara Strong              | (Desconocido)         | Mariela Álvarez              |

## Equipo a cargo
- Stan Lee - Productor Ejecutivo
- Steven E. Gordon - Director, Assist. Diseño de Personajes
- Jamie Simone - Director de Grabación de Voces
- Greg Johnson - Escritor
- Craig Kyle - Escritor

## Cancelación
Aunque estaba avisado de que habría una segunda temporada, Marvel ya dijo que no se realizaría y que la serie no regresaría con nuevos episodios. En abril de 2010 Marvel Animation Age confirma que la segunda temporada fue cancelada.
La segunda temporada no fue producida pese a que el argumento de la primera temporada quedó abierto para una continuación ya que en los últimos minutos del capítulo final, aparece un nuevo enemigo y el Profesor X dice que su lucha apenas empieza.